# Finale Afrikaans kampioenschap voetbal 2019
De finale van het Afrikaans kampioenschap voetbal 2019 werd gespeeld op 19 juli 2019 in het Cairo Stadium in Caïro (Egypte). Algerije versloeg Senegal met 0–1. Doelman Raïs M'Bolhi van Algerije werd na het duel verkozen tot man van de wedstrijd.

## Finale

### Wedstrijdverloop
Het eerste doelpunt van de wedstrijd viel in de tweede minuut. Baghdad Bounedjah kwam vanaf de linkerkant richting het centrum met de bal en met zijn rechtervoet schoot hij de bal van net buiten het zestienmetergebied. De bal werd van richting veranderd door verdediger Salif Sané, waardoor doelman Alfred Gomis verrast werd en niet kon redden. In het restant van de wedstrijd kwamen beide teams niet meer tot scoren, waardoor Algerije voor de tweede maal ooit het Afrikaans kampioenschap voetbal won.

### Wedstrijddetails
|                        |         |         |              |                                                                                  |
| 19 juli 2019 21.00 uur | Senegal | 0 – 1   | Algerije     | Cairo Stadium, Caïro Toeschouwers: 75.000 Scheidsrechter: Sidi Alioum (Kameroen) |
| 19 juli 2019 21.00 uur |         | verslag | 2' Bounedjah | Cairo Stadium, Caïro Toeschouwers: 75.000 Scheidsrechter: Sidi Alioum (Kameroen) |

| Senegal | Algerije |

| Senegal:       |    |                     |     |
|                |    |                     |     |
| DM             | 23 | Alfred Gomis        |     |
| VR             | 21 | Lamine Gassama      | 80' |
| VC             | 12 | Youssouf Sabaly     |     |
| VC             | 6  | Salif Sané          |     |
| VL             | 8  | Cheikhou Kouyaté    |     |
| MC             | 5  | Idrissa Gueye       | 79' |
| MC             | 17 | Papa Alioune Ndiaye | 59' |
| AR             | 14 | Henri Saivet        | 75' |
| AC             | 18 | Ismaïla Sarr        |     |
| AL             | 10 | Sadio Mané          |     |
| SP             | 9  | M'Baye Niang        | 85' |
| Wisselspelers: |    |                     |     |
| DM             | 1  | Abdoulaye Diallo    |     |
| VD             | 2  | Saliou Ciss         |     |
| VD             | 4  | Pape Abou Cissé     |     |
| AV             | 7  | Moussa Konaté       |     |
| AV             | 11 | Keita Baldé         | 59' |
| MV             | 13 | Alfred N'Diaye      |     |
| MV             | 15 | Krépin Diatta       | 59' |
| AV             | 19 | Mbaye Diagne        | 75' |
| AV             | 20 | Sada Thioub         |     |
| VD             | 22 | Moussa Wagué        |     |
| Bondscoach:    |    |                     |     |
| Aliou Cissé    |    |                     |     |

| Algerije:      |    |                   |         |
|                |    |                   |         |
| DM             | 23 | Raïs M'Bolhi      |         |
| VR             | 18 | Mehdi Zeffane     |         |
| VC             | 21 | Rami Bensebaini   | 33'     |
| VC             | 4  | Djamel Benlamri   |         |
| VL             | 2  | Aïssa Mandi       | 90+2'   |
| MR             | 7  | Riyad Mahrez      |         |
| MC             | 10 | Sofiane Feghouli  | 85'     |
| MC             | 22 | Ismaël Bennacer   |         |
| ML             | 17 | Adlène Guédioura  | 90+4'   |
| SP             | 8  | Youcef Belaïli    | 54' 84' |
| SP             | 9  | Baghdad Bounedjah | 89'     |
| Wisselspelers: |    |                   |         |
| DM             | 1  | Azzedine Doukha   |         |
| VD             | 3  | Mehdi Tahrat      | 85'     |
| VD             | 5  | Rafik Halliche    |         |
| MV             | 6  | Mohamed Fares     |         |
| AV             | 11 | Yacine Brahimi    | 84'     |
| MV             | 12 | Adam Ounas        |         |
| AV             | 13 | Islam Slimani     | 89'     |
| MV             | 14 | Hichem Boudaoui   |         |
| AV             | 15 | Andy Delort       |         |
| DM             | 16 | Alexandre Oukidja |         |
| MV             | 19 | Mehdi Abeid       |         |
| VD             | 20 | Youcef Atal       |         |
| Bondscoach:    |    |                   |         |
| Djamel Belmadi |    |                   |         |

1957 · 1959 · 1962 · 1963 · 1965 · 1968 · 1970 · 1972 · 1974 · 1976 · 1978 · 1980 · 1982 · 1984 · 1986 · 1988 · 1990 · 1992 · 1994 · 1996 · 1998 · 2000 · 2002 · 2004 · 2006 · 2008 · 2010 · 2012 · 2013 · 2015 · 2017 · 2019
FAF · A-internationals · Bondscoaches · Statistieken · Selecties · Algerijns vrouwenelftal · Olympisch elftal · Algerije U21 · Algerije U20 · Algerije U19 · Algerije U18 · Algerije U17
1957 – 1969 · 
1970 – 1979 · 
1980 – 1989 · 
1990 – 1999 · 
2000 – 2009 · 
2010 – 2019 ·
2020 − 2029
WK 1982 · 
WK 1986 · 
WK 2010 · 
WK 2014
OS 1980 · 
OS 2016
1957 · 
1958 · 
1959 ·
1960 · 
1961 · 
1962 · 
1963 · 
1964 · 
1965 · 
1966 · 
1967 · 
1968 · 
1969 ·
1970 · 
1971 · 
1972 · 
1973 · 
1974 · 
1975 · 
1976 · 
1977 · 
1978 · 
1979 ·
1980 · 
1981 · 
1982 · 
1983 · 
1984 · 
1985 · 
1986 · 
1987 · 
1988 · 
1989 · 
1990 · 
1991 · 
1992 · 
1993 · 
1994 · 
1995 · 
1996 · 
1997 · 
1998 · 
1999 · 
2000 · 
2001 · 
2002 · 
2003 · 
2004 · 
2005 · 
2006 · 
2007 · 
2008 · 
2009 · 
2010 · 
2011 ·
2012 ·
2013 ·
2014 ·
2015 ·
2016 ·
2017 ·
2018 ·
2019 ·
2020 ·
2021 ·
2022 ·
2023 ·
2024
Albanië ·
Angola ·
Argentinië ·
Armenië ·
Bahrein ·
Bangladesh ·
België ·
Benin ·
Bolivia ·
Bosnië en Herzegovina ·
Botswana ·
Brazilië ·
Bulgarije ·
Burkina Faso ·
Burundi ·
Centraal-Afrikaanse Republiek ·
Chili ·
China ·
Colombia ·
Congo-Brazzaville ·
Congo-Kinshasa ·
Cuba ·
Denemarken ·
Djibouti ·
DDR ·
Duitsland ·
Egypte ·
Engeland ·
Equatoriaal-Guinea ·
Ethiopië ·
Finland ·
Frankrijk ·
Gabon ·
Gambia ·
Ghana ·
Guinee ·
Guinee-Bissau ·
Hongarije ·
Ierland ·
Irak ·
Iran ·
Italië ·
Ivoorkust ·
Joegoslavië ·
Jordanië ·
Kaapverdië ·
Kameroen ·
Kenia ·
Koeweit ·
Lesotho ·
Libanon ·
Liberia ·
Libië ·
Luxemburg ·
Madagaskar ·
Malawi ·
Maleisië ·
Mali ·
Malta ·
Marokko ·
Mauritanië ·
Mexico ·
Mozambique ·
Namibië ·
Nepal ·
Niger ·
Nigeria ·
Noord-Ierland ·
Oeganda ·
Oman ·
Oostenrijk ·
Peru ·
Polen ·
Portugal ·
Qatar ·
Roemenië ·
Rusland ·
Rwanda ·
Saoedi-Arabië ·
Senegal ·
Servië ·
Seychellen ·
Sierra Leone ·
Slovenië ·
Slowakije ·
Soedan ·
Somalië ·
Sovjet-Unie ·
Spanje ·
Syrië ·
Tanzania ·
Togo ·
Tsjaad ·
Tunesië ·
Turkije ·
Uruguay ·
Verenigde Arabische Emiraten ·
Verenigde Staten ·
Zambia ·
Zimbabwe ·
Zuid-Afrika ·
Zuid-Jemen ·
Zuid-Korea ·
Zweden ·
Zwitserland
België (2014) · 
Chili (1982) · 
Duitsland (2014) · 
Engeland (2010) · 
Oostenrijk (1982) ·
Rusland (2014) ·
Senegal (2019, 2) ·
Slovenië (2010) · 
Verenigde Staten (2010) ·
West-Duitsland (1982) · 
Zuid-Korea (2014)
FSF · 
A-internationals · 
Bondscoaches · Selecties · Senegalees vrouwenelftal · 
Olympisch elftal
1960 – 1969 · 
1970 – 1979 · 
1980 – 1989 · 
1990 – 1999 · 
2000 – 2009 · 
2010 – 2019 · 
2020 – 2029
WK 2002 · 
WK 2018 ·
WK 2022
OS 2012
1959 · 
1960 · 
1961 · 
1962 · 
1963 · 
1964 · 
1965 · 
1966 · 
1967 · 
1968 · 
1969 · 
1970 · 
1971 · 
1972 · 
1973 · 
1974 · 
1975 · 
1976 · 
1977 · 
1978 · 
1979 · 
1980 · 
1981 · 
1982 · 
1983 · 
1984 · 
1985 · 
1986 · 
1987 · 
1988 · 
1989 · 
1990 · 
1991 · 
1992 · 
1993 · 
1994 · 
1995 · 
1996 · 
1997 · 
1998 · 
1999 · 
2000 · 
2001 · 
2002 · 
2003 · 
2004 · 
2005 · 
2006 · 
2007 · 
2008 · 
2009 · 
2010 · 
2011 · 
2012 · 
2013 · 
2014 ·
2015 ·
2016 ·
2017 ·
2018 ·
2019 ·
2020 ·
2021 ·
2022 ·
2023
Algerije ·
Angola ·
Benin ·
Bolivia ·
Bosnië en Herzegovina ·
Botswana ·
Brazilië ·
Burkina Faso ·
Burundi ·
Centraal-Afrikaanse Republiek ·
Chili ·
China ·
Colombia · 
Congo-Brazzaville ·
Congo-Kinshasa ·
Denemarken ·
Ecuador ·
Egypte ·
Engeland ·
Equatoriaal-Guinea ·
Eritrea ·
Ethiopië ·
Frankrijk ·
Gabon ·
Gambia ·
Ghana ·
Griekenland ·
Guinee ·
Guinee-Bissau ·
Indonesië ·
Iran ·
Ivoorkust ·
Japan ·
Kaapverdië ·
Kameroen ·
Kenia ·
Kosovo ·
Kroatië · 
Lesotho ·
Liberia ·
Libië ·
Luxemburg ·
Madagaskar ·
Malawi ·
Maleisië ·
Mali ·
Marokko ·
Mauritanië ·
Mauritius ·
Mexico ·
Mozambique ·
Namibië ·
Nederland ·
Niger ·
Nigeria ·
Noorwegen ·
Oeganda ·
Oezbekistan ·
Oman ·
Polen ·
Qatar ·
Rwanda ·
Saoedi-Arabië ·
Sierra Leone ·
Soedan ·
Swaziland ·
Tanzania ·
Togo ·
Tunesië ·
Turkije ·
Uruguay ·
Verenigde Arabische Emiraten ·
Zambia ·
Zimbabwe ·
Zuid-Afrika ·
Zuid-Korea ·
Zuid-Soedan ·
Zweden
Algerije (2019, 2) ·
Colombia (2018) ·
Denemarken (2002) ·
Engeland (2022) ·
Frankrijk (2002) ·
Japan (2018) ·
Nederland (2022) ·
Polen (2018) ·
Uruguay (2002)